# 大奥 (1983年のテレビドラマ)
『大奥』（おおおく）は、関西テレビ・東映製作の連続テレビドラマ時代劇。フジテレビ系列で1983年4月5日から1984年3月27日まで、毎週火曜22:00 - 22:54に放送。全51話。

## 概要
- 関西テレビと東映は、1968年から1969年にも関西テレビ開局10年記念として同題の作品を製作しており、それと同様に1年かけて大奥の興亡を描いている。
- 本放送時のみ番組冒頭に「関西テレビ放送 開局二十五周年記念番組」のテロップがついていた。
- ベテラン俳優・女優から当時の人気若手俳優・アイドル・タレントを惜しげなく起用しており，幅の広いキャスティングであった。また，同時期に放送されていた連続テレビ小説『おしん』関連からのキャスティングも顕著である。
- ストーリーも製作当時の世相を反映し明るいタッチのエピソードが多い。
- 前作にはあった将軍家重・家慶時代のエピソードが本作では製作されていない。

## 再放送・配信
- これまでに放送したテレビ局は多数あり、全ての再放送を掲載するのは困難なため、当項では記さないこととする。
- 2021年12月1日からYouTubeの「東映時代劇YouTube」でネット配信が行われており（毎週水曜日11:00）、第1・2話は常時無料配信、第3話以降は1週間の期間限定配信となる。

## 登場人物

### 大奥・徳川家
- お江与（秀忠正室）：栗原小巻
- お福（家光乳母）/春日局：大谷直子→渡辺美佐子
- お静（秀忠側室）：叶和貴子
- 阿茶局（家康側室）：津島恵子
- 徳川家康：若山富三郎
- 徳川秀忠：中村嘉葎雄
- 千姫/天樹院：三原順子→加藤治子
- 徳川和子：高橋かおり→杉田かおる
- 竹千代/徳川家光：川辺太一郎→沖雅也
- 孝子（家光正室）：坂口良子
- お振（家光側室）：市毛良枝
- お蘭（家光側室）：藤真利子
- お万（家光側室、大奥総取締）：紺野美沙子
- お夏（家光側室）/順性院：佐藤万理→小沢寿美恵
- お玉（家光側室）/桂昌院：藤吉久美子→淡島千景
- 素心尼：高峰三枝子
- 国千代/徳川忠長：伊勢将人→金田賢一
- お優（忠長正室）：田中好子
- 浅宮顕子（家綱正室）：中野良子
- 飛鳥井（顕子付上臈御年寄）：草笛光子
- 矢島局：大塚道子
- お島（家綱乳兄妹 / 側室）：荒木由美子
- 徳川家綱：池田直人→田中健
- 徳川綱重：武田祐介→沖田浩之
- お保良（綱重側室）：木村弓美
- 保科正之：永井秀明
- 徳川綱吉：小日向範威→津川雅彦
- 信子（綱吉正室）：司葉子
- お伝（綱吉側室）：星野知子
- 新典侍（綱吉側室）：湖条千秋
- 右衛門佐（上臈御年寄、綱吉側室）：梶芽衣子
- 大典侍（綱吉側室）：平淑恵
- 鶴姫：川上茜
- 徳川光圀：小沢栄太郎
- 竹姫（綱吉養女）：水沢アキ
- 熙子（家宣正室）/天英院：加賀まりこ
- お須免（家宣側室）：松本留美
- お喜世（家宣側室）/月光院：いしだあゆみ→江波杏子
- おいつ（斎宮）（家宣側室）：石田えり
- 絵島（月光院付御年寄）：神崎愛
- 宮路：加茂さくら
- 徳川家宣：露口茂
- 徳川家継：小野隆
- 徳川吉宗：鹿賀丈史
- ゆり（吉宗の生母・浄円院）：山田五十鈴（特別出演）
- たえ（吉宗の側室）：斉藤慶子
- 滝川：原田美枝子
- 竹姫（綱吉の養女及び吉宗の養女・浄岸院）：水沢アキ
- 徳川継友：堀内正美
- 徳川綱條：佐竹明夫
- 徳川家治：細川俊之
- 倫子（家治正室）：志乃原良子
- 万寿姫：関かおり
- 松島（家治付き御年寄）：乙羽信子
- おまき（家治の側室）：桜田淳子
- 徳川家斉：丹波哲郎
- 筒巳：萬田久子
- 天璋院（篤姫・家定正室)：小林麻美※役名は  おすみ/敬子 →三林京子
- 徳川家定：松山英太郎
- 姉小路（上臈御年寄）：近松麗江
- 和宮（家茂正室）：仙道敦子
- 庭田嗣子：川口敦子
- 勧行院（和宮生母）：三ツ矢歌子
- 徳川家茂：広岡瞬
- 花園：風美圭
- 美賀（慶喜正室）：葉山葉子
- 徳川慶喜：山本學
- 瀧山（大奥最後の総取締）：栗原小巻

### 幕閣・諸大名・関係者
- 坂崎出羽守：伊東達広
- 本多忠刻：木村四郎
- 豊臣秀頼：長谷川裕二
- 淀君/淀殿：小山明子
- 南光坊天海：徳田興人→中村竹弥
- 土井利勝：可知靖之→有馬昌彦
- 林羅山：神山寛→仲谷昇
- 大久保彦左衛門：中村錦司
- 酒井忠勝：袋正→山内明
- 松平信綱：平幹二朗
- 酒井忠清：神山繁
- 狩野探幽：岩田直二
- 亮賢：芦屋雁之助
- 柳沢吉保：あおい輝彦
- 染子（吉保の側室）：大空眞弓
- 柳沢吉里：池田直人
- 牧野成貞：田村高廣
- 阿久里（成貞の正室）：佐藤友美
- 安（阿久里の娘）：豊田真子
- 隆光：日下武史
- 小谷権兵衛：宮尾すすむ
- 小谷権太郎：蟹江敬三
- 黒田成時：長谷川祐二
- 田中半蔵：岡本富士太
- 間部詮房：天知茂
- 新井白石：山村聡（特別出演）
- 玄哲：長門裕之
- 瑤泉院：磯村みどり
- 阿部豊後守：北町嘉朗
- 生島新五郎：田村亮
- 坪内能登守：中田博久
- 奥山交竹院：田中明夫
- 秋元但馬守：綿引勝彦
- 仙石丹波守：原田樹世土
- 土屋相模守：林彰太郎
- 松前伊豆守：川浪公次郎
- 栂屋善六：北町嘉朗
- 長太夫：中村錦司
- 後藤縫殿助：灰地順
- 安藤対馬守：久米明
- 加藤久道：桜木健一
- 有馬氏友：稲葉義男
- 松平乗邑：増田順司
- 浜島庄兵衛：阿藤海
- 大岡忠相：本郷功次郎
- 天一坊：竹本孝之
- 田沼意次：御木本伸介
- 若林敬順：千葉保
- 水野忠成：根上淳
- 歌川国芳：小田島雄志
- ハリス：ハル・ゴールド
- ヒュースケン：リチャード・ライト
- 平岡丹波守：内藤武敏
- 島津斉彬：安井昌二
- 阿部正弘：西郷輝彦
- 堀田正睦：小泉博
- 高杉晋作：大橋吾郎
- 井伊直弼：小池朝雄
- 孝明天皇：松橋登
- 酒井忠義：藤岡重慶
- 有栖川宮熾仁親王：寺泉哲章
- 岩倉具視：島田順司
- 島田左近：曽根晴美
- 九条久忠：石山雄大
- 加納繁三郎：上田大火
- 橋本実麗：中村竜三郎
- 水野忠精：頭師孝雄
- 板倉勝清：森幹太
- 安藤信睦：有馬昌彦
- 松平乗謨：伊東達広
- 稲葉正巳：青木義朗
- 中村半次郎：松方弘樹

### その他の架空人物
- お通：山本みどり
- お濃：片山万由美
- お要：一柳みる
- お信：久保田民絵
- 真尾：松村康世
- 式部：丹阿弥谷津子
- 菊尾：中原ひとみ
- 梅山：加茂さくら
- 津和：宮園純子
- 与兵衛：森川正太
- おせき：高森和子
- おりき：水沢アキ
- 藤岡：本阿弥周子
- 桂：片桐夕子
- 浜路：金沢碧
- おこう：春川ますみ
- 甚平：長門勇
- 政尾：小山明子
- おうた：斉藤とも子
- おせん：木の実ナナ
- お波：大場久美子
- お三輪：森田理恵
- お道の方：新藤恵美
- 音羽：野際陽子
- 万里小路：小林哲子
- お初：伊佐山ひろ子
- 佐田兵助：三遊亭圓歌
- ぬい：原泉
- 島田作左衛門：下元勉
- 滝川：鈴木光枝
- おとよ：ミヤコ蝶々
- おるい：ジュディ・オング
- 初島：白木万理
- おまつ：大塚良重
- おくら：かわいのどか
- おはる：山田スミ子
- 阿部備前守：内藤武敏
- おとき：片平なぎさ
- 弥生：かたせ梨乃
- おくみ：麻丘めぐみ
- おかよ：小野さやか
- おはつ：高橋恵子
- 広岡：白石奈緒美
- 千代：風間舞子
- 井筒屋仁兵衛：原口剛
- おしま：荒木雅子
- 伊吹：鳳八千代
- 竹尾：赤座美代子
- 花：加納みゆき
- 真琴：手塚理美
- 荻島：北城真記子
- お高：泉ピン子
- おとみ：西川峰子
- お久良：岩井友見
- 作事頭：藤巻潤
- 藤太：新克利
- 文次郎：峰岸徹
- 松川：川口敦子
- 妙：八木昌子
- 才蔵：遠藤征慈
- 助川：宮口二郎
- 伍平：谷村昌彦
- 猪吉：成瀬正
- お関：弓恵子
- 笹岡喜内：南利明
- 関根六左衛門：菅貫太郎
- およの：岡幸恵
- 松永弥一郎：河原崎長一郎
- たえ：斉藤慶子
- 綾小路：南美江
- 島本義十郎：内田勝正
- 滝川：原田美枝子
- 花園：園佳也子
- 中井伝蔵：花沢徳衛
- 吉三：下條アトム
- おつや：香山まり子
- 中井蔦枝：千原しのぶ
- 谷尾：香月京子
- 岩藤：月丘夢路
- 大原七之助：谷隼人
- おきん：朝比奈順子
- 松橋：三鈴栄子
- 堺屋茂左衛門：山形勲
- おもん：丘みつ子
- 文蔵：岡本信人
- おあい：石井めぐみ
- 松川：谷口香
- 桐緒：松村康世
- おこん：井上真由美
- おすえ：かわいのどか
- おさん：金子成美
- 玉路：野川愛
- 小夜：市毛良枝
- お幸：神保美喜
- お由良：風祭ゆき
- お島：栗田陽子
- おきん：田中美佐子
- 真鍋：きたむらあきこ
- 南天尼：武知杜代子
- お熊：林亜里沙
- 紫野：マッハ文朱
- 左近：水野久美
- 雅の局：星由里子
- とし：伊藤麻衣子
- 歌門の局：東恵美子
- 紅：島村佳江
- りん：本阿弥周子
- 小西修理：田中浩
- 吉谷勢右衛門：芦屋小雁
- 住職：芦屋雁之助
- 山内伊賀助：江原真二郎
- おさえ：斉藤とも子
- 姉小路（家治正室倫子付き上臈）：佐々木すみ江
- 淡路：桜井浩子
- 左近：一柳みる
- 田代儀右衛門：原口剛
- 雲井：黒田福美
- お巳代：松阪隆子
- 勝又左内：笹木俊志
- おらく：近江輝子
- 浦川：春藤真澄
- おきん：田中美佐子
- おとめ：高見知佳
- おりき：児島美ゆき
- おはる：麻生えりか
- 初島：中原早苗
- 松尾：三島ゆり子
- 又平：小松政夫
- 老松：宝生あやこ
- 信乃：浅芽陽子
- およう：山本みどり
- 笹尾：京唄子
- 於甲：沢井桃子
- 田沢秀保：小野進也
- 春千代：池田直人
- お種：海原小浜
- 筒巳：萬田久子
- 伝七：江藤潤
- 市山：宮下順子
- 鶴屋重三郎：粟津則雄
- 質屋の亭主：池田満寿夫
- 歌川国芳：小田島雄志
- 広瀬圭次郎：成瀬正
- 小松屋惣兵衛：伊沢一郎
- おらん：佐藤陽子
- おなか：中村メイコ
- 三ツ橋：白石加代子
- おとら：山田邦子
- お甲：石野真子
- りく：曽我町子
- 琴路：柳川慶子
- 弥七：小林稔侍
- 九助：丹古母鬼馬二
- 六右衛門：小鹿番
- 三笠：山之内滋美
- 大川純典：野口貴史
- 銀造：石橋蓮司
- 幾乃：樫山文枝
- 杉岡：三条美紀
- 萩原やす：本山可久子
- おみつ：加藤由美
- 長州藩士（ヒゲ面）：苅谷俊介
- 長州藩士（ノッポ）：山西道広
- 小三：范文雀
- 浦山：香野百合子
- 浪江：三条泰子
- ひな：井上麻衣
- 春日野：馬淵晴子
- おふく：叶和貴子
- おるい：伊藤美由紀
- おりゅう：一色彩子
- 汐路：高林由紀子
- 淡島：中島ゆたか
- 伊集院隼人：西沢利明
- 袖萩（第1話では御右筆某女）・語り手：岸田今日子

### お犬様
- 五郎：影丸
- 金剛丸：ベールオブピアレス

## スタッフ
- 企画：巻幡展男（関西テレビ） 翁長孝雄（東映）
- プロデューサー：栢原幹（関西テレビ）松平乗道、宮川輝水（東映）
- プロデューサー補：清水敬三、亀岡正人、上阪久和
- 音楽：渡辺岳夫
- 主題歌：森山良子『セ フィニ 〜愛の幕ぎれ〜』

## 放送リスト
| 話数 | 放送日         | サブタイトル             | 脚本                                     | 監督       | 出演 | 備考                     |
| ---- | -------------- | ------------------------ | ---------------------------------------- | ---------- | --- | ------------------------ |
| 1    | 1983年 4月5日  | 大奥誕生                 | 山田隆之                                 | 倉田準二   | お江与：栗原小巻／お福：大谷直子／千姫：三原順子／お通：山本みどり／坂崎出羽守：伊東達広、本多忠刻：木村四郎／お濃：片山万由美、土井利勝：可知靖之／お要：一柳みる、お信：久保田民絵、真尾：松村康世／竹千代：川辺太一郎、国千代：伊勢将人、和子：高橋かおり／林羅山：神山寛、豊臣秀頼：長谷川裕二、南光坊天海：徳田興人／阿茶局：津島恵子／淀君：小山明子／徳川秀忠：中村嘉葎雄／徳川家康：若山富三郎／御右筆某女：岸田今日子                                                                                               | お江与編                 |
| 2    | 4月12日        | 生みの母 育ての母        | 山田隆之                                 | 倉田準二   | お江与：栗原小巻／お福：大谷直子／千姫：三原順子／お静：叶和貴子／坂崎出羽守：伊東達広、お濃：片山万由美／お要：一柳みる、お信：久保田民絵／土井利勝：可知靖之、大久保彦左衛門：中村錦司／竹千代：川辺太一郎、国千代：伊勢将人、和子：高橋かおり／阿茶局：津島恵子／徳川秀忠：中村嘉葎雄／徳川家康：若山富三郎 | お江与編                 |
| 3    | 4月19日        | 陰謀の毒薬               | 山田隆之                                 | 倉田準二   | お江与：栗原小巻／お福：大谷直子／和子：杉田かおる／徳川忠長：金田賢一／お濃：片山万由美、土井利勝：可知靖之／酒井忠勝：袋正、九条幸家：武内亨、青山忠俊：山本清／近衛信尋：佐伯赫哉、三条実条：遠藤剛、中村通村：中吉卓郎／五十嵐義弘、白井滋郎、神山光明、疋田泰盛／大矢敬典、西山清孝、司裕介、高橋広志／富永佳代子、美松艶子、村野博子、小泉麻衣子／式部富子：丹阿弥谷津子／阿茶局：津島恵子／徳川家光：沖雅也／徳川秀忠：中村嘉葎雄／鷹司孝子：坂口良子                                                                 | お江与編                 |
| 4    | 4月26日        | 禁じられた愛             | 本田英郎                                 | 原田雄一   | 春日局：渡辺美佐子／御台所孝子：坂口良子／お振：市毛良枝／お稲：赤座美代子／土井弥五七：川崎公明、堀田重次：有川博、酒井忠勝：袋正／松平信綱：平幹二朗／重臣：丘路千、宮城幸生、笹木俊志／鳥居小三郎：高沢知一、おさわ：貴倉良子、榊原主馬：中村幸路／式部富子：丹阿弥谷津子／徳川家光：沖雅也／素心尼：高峰三枝子 | お振編                   |
| 5    | 5月3日         | お湯殿の誘惑             | 本田英郎                                 | 原田雄一   | 春日局：渡辺美佐子／お振：市毛良枝／お稲：赤座美代子／土井弥五七：川崎公明、堀田重次：有川博／美川玲子、的野真衣、三上裕子、常見朋代／森源太郎、有島淳平、小泉麻衣子、村野博子／松平信綱：平幹二朗／美柳陽子、桂登志子、春藤真澄、川口映子／諏訪裕子、依田美加、松村真美、松村真弓／徳川家光：沖雅也／素心尼：高峰三枝子 | お振編                   |
| 6    | 5月10日        | 一に引き 二に運 三に器量 | 佐藤繁子                                 | 大洲齊     | お蘭：藤真利子／孝子：坂口良子／おうた：斉藤とも子／お夏：佐藤万里、お艶：西崎みどり／お縫：山本ゆか里、お弓：竹井みどり／初島：長谷川待子、お広座敷：湖条千秋、野村：青山眉子／志乃原良子、田中由香、佐名川えり、江本紀代美／川浪公次郎、廿枝靖、矢部義章、高根さつき、深谷宏子／作左衛門：稲葉義男、紫：野口ふみえ／浦路：高田敏江、沢井：谷口香／式部：丹阿弥谷津子／徳川家光：沖雅也／春日局：渡辺美佐子 | お蘭編                   |
| 7    | 5月17日        | 種馬とれんげ草           | 佐藤繁子                                 | 大洲齊     | お蘭：藤真利子／孝子：坂口良子／おうた：斉藤とも子／お夏：佐藤万里、お艶：西崎みどり／お縫：山本ゆか里、お弓：竹井みどり／初島：長谷川待子、お広座敷：湖条千秋、野村：青山眉子／志乃原良子、田中由香、島村昌子、近江輝子／江本紀代美、深谷宏子、奥谷寿美子、高根さつき／花柳陽要、的野真衣、三上裕子、常見朋代、勝部典江／土井大炊頭：有馬昌彦、紫：野口ふみえ、作左衛門：稲葉義男／浦路：高田敏江、沢井：谷口香／式部：丹阿弥谷津子／徳川家光：沖雅也／春日局：渡辺美佐子                                                   | お蘭編                   |
| 8    | 5月24日        | 偽れる唇                 | 迫間健                                   | 村山新治   | 孝子：坂口良子／お優：田中好子／忠長：金田賢一／多聞：風見章子、阿部重次：早川純一、朝倉宣正：西沢利明／安岡真智子、落合智子、松寺千恵子、三浦徳子／溝田繁、高谷舜二、畑中伶一、古城逞／松平信綱：平幹二朗／黄玉華、堀田明美、田中淳子、世利ゆかり、川口映子／𠮷田幸乃、武内昌美、宮内明子、岡田和範、西山清孝／安藤重長：鈴木瑞穂、青山幸成：浜田寅彦／南光坊天海：中村竹弥／徳川家光：沖雅也／徳川秀忠：中村嘉葎雄／春日局：渡辺美佐子                                                                                     | お優編                   |
| 9    | 5月31日        | 猫と金魚と尼君           | 中村努(吉屋信子作「徳川の夫人たち」より) | 村山新治   | お万：紺野美沙子／お玉：藤吉久美子／菊尾：中原ひとみ／お秀：三原世司奈、御中臈：星野美恵子、老尼：岡嶋艶子／奥谷寿美子、諏訪裕子、沢田由美／美柳陽子、紅かおる、桂登志子／島田秀雄、渋谷峰、森源太郎／安倉文子、松村真弓、堀田美子／和田温美、中山美根子、武田雅子／六条久之：岡本富士太／梅山：加茂さくら／徳川家光：沖雅也／春日局：渡辺美佐子 | お万編                   |
| 10   | 6月7日         | 虹を掴んだ少女           | 福田善之 松本功                          | 牧口雄二   | お玉：藤吉久美子／お万：紺野美沙子／津和：宮園純子／与兵衛：森川正太／お鈴：森村陽子、松尾：井口恭子／宮野智賀子、滝沢扶美江、津島令子、岡本牧子、前田真由美／きくち英一、峰蘭太郎、松本やよい、春藤真澄、紅かおる／六条有純：岩井半四郎、老僧：茂山千五郎／亮賢：芦屋雁之助／おせき：高森和子／酒井忠勝：山内明／徳川家光：沖雅也／春日局：渡辺美佐子 | お玉編                   |
| 11   | 6月14日        | 上様はさんまがお好き     | 福田善之 松本功                          | 牧口雄二   | お玉：藤吉久美子／津和：宮園純子／与兵衛：森川正太／お鈴：森村陽子、松尾：井口恭子／三木左近：船戸順、中間：常泉忠通、家臣：きくち英一／明日香和泉、春藤真澄、紅かおる、川辺太一郎／宮城幸生、大月正太郎、平河正雄、峰蘭太郎／亮賢：芦屋雁之助／おせき：高森和子／酒井忠勝：山内明／徳川家光：沖雅也／春日局：渡辺美佐子 | お玉編                   |
| 12   | 6月21日        | 見ざる言わざる聞かざる   | 本田英郎                                 | 太田昭和   | おりき：水沢アキ／お万：紺野美沙子／藤岡：本阿弥周子／桂：片桐夕子／浜路：金沢碧／おこん：谷川みゆき、おなか：仁和令子、村井：水原麻記／荒井真理、梅田まゆみ、黄玉華、野川愛／町田米子、中島洋子、三谷真理子、池田直人／武内昌美、宮内明子、天野裕子、真城都子／大西可容子、安東洋子、柴田裕代、末永あつ子／松平忠範：河合絃司、医者：新橋伸介、大久保教正：山村弘三／おこう：春川ますみ／甚平：長門勇／政尾：小山明子 | おりき編                 |
| 13   | 6月28日        | 子連れ将軍と五人の女     | 迫間健                                   | 原田雄一   | 孝子：坂口良子／お万の方：紺野美沙子／お玉の方：藤吉久美子／おうた：斉藤とも子／お夏の方：佐藤万理、おしの：賀田裕子／お里佐：佐野アツ子、お鯛：一谷伸江／お霧：立花房子、初霜：宮本幸子、佐山：桜田千枝子／お琴：日高久美子、小姓：藤枝政巳、お蛸：中塚和代／家綱：池田直人、長松：武田佑介、徳松：小日向範威／多聞：風見章子、延寿院道三：内田稔／林羅山：仲谷昇／南光坊天海：中村竹弥／松平信綱：平幹二朗／徳川家光：沖雅也                                                                                               | 将軍家光・完結編         |
| 14   | 7月5日         | 京より天女が舞い降りた   | 山田隆之                                 | 太田昭和   | 浅宮顕子：中野良子／徳川家綱：田中健／徳川綱重：沖田浩之／お島：荒木由美子／矢島局：大塚道子／お保良：木村弓美、順性院：小沢寿美恵／狛江：富永佳代子、近江：村上麻代、松坂局：星野美恵子／小松：大崎紀子、小姓：菅谷裕之、小姓：菅生新／保科正之：永井秀明、狩野探幽：岩田直二／酒井忠清：神山繁／天樹院：加藤治子／松平信綱：平幹二朗／飛鳥井：草笛光子 | 浅宮顕子編               |
| 15   | 7月12日        | めんどり歌えば家亡ぶ     | 山田隆之                                 | 太田昭和   | 浅宮顕子：中野良子／徳川家綱：田中健／徳川綱重：沖田浩之／お島：荒木由美子／お振：内山みどり(ミス映画村)／矢島局：大塚道子／お保良：木村弓美、順性院：小沢寿美恵／狛江：富永佳代子、近江：村上麻代、松坂局：星野美恵子／紅かおる、小倉加代、森田志津子、大崎紀子／新見七右衛門：中村錦司、御典医：永野辰弥／酒井忠清：神山繁／天樹院：加藤治子／飛鳥井：草笛光子 | 浅宮顕子編               |
| 16   | 7月19日        | 断崖に立つ女             | 山田隆之                                 | 太田昭和   | 浅宮顕子：中野良子／徳川家綱：田中健／徳川綱重：沖田浩之／お島：荒木由美子／矢島局：大塚道子／お保良：木村弓美、順性院：小沢寿美恵／桂昌院：淡島千景／狛江：富永佳代子、近江：村上麻代、小松：大崎紀子／中村錦司、紅かおる、白礼花、永野辰弥／酒井忠清：神山繁／隆光：日下武史／天樹院：加藤治子／飛鳥井：草笛光子 | 浅宮顕子編               |
| 17   | 7月26日        | 女の情に蛇が棲む         | 高橋稔                                   | 原田雄一   | おせん：木ノ実ナナ／お波：大場久美子／お三輪：森田理恵／浦川：松村康世、福山：小柳圭子／お静：水島美奈子、おるり：藤木聖子／お咲：高原陽子、お松：吉佐美聖子、お小夜：江美千夏／お初：市原まい子、お安：鈴川法子、御火の番：高根さつき／御火の番：世利ゆかり、半下：斉藤かなえ、半下：桂登志子／お道の方：新藤恵美／音羽：野際陽子 |                          |
| 18   | 8月2日         | 女の髪は象をもつなぐ     | 本田英郎                                 | 大洲齊     | お伝：星野知子／徳川綱吉：津川雅彦／柳沢弥太郎：あおい輝彦／万里小路：小林哲子／小山：西尾美栄子、荻島：北城真記子／小谷権太郎：蟹江敬三、お初：伊佐山ひろ子／小谷権兵衛：宮尾すすむ、佐田兵助：三遊亭円歌／桂昌院：淡島千景／仲居：和田かつら、仲居：美松艶子、門番：波多野博／仲居：三谷真理子、仲居：奥谷寿美子、鶴姫：川上茜／酒井忠清：神山繁／信子：司葉子 | お伝編                   |
| 19   | 8月9日         | 姑は猫千匹               | 本田英郎                                 | 大洲齊     | 信子：司葉子／お伝：星野知子／徳川綱吉：津川雅彦／柳沢弥太郎：あおい輝彦／万里小路：小林哲子／おくら：斉藤絵里(ミス映画村)／小山：西尾美栄子、荻島：北城真記子／小谷権兵衛：宮尾すすむ、おとき：村上留美／伊賀者：福本清三、伊賀者：木谷邦臣、医師：疋田泰盛／有島淳平、和田昌也、諏訪裕子、三木健作／関取：荒勢／隆光：日下武史／桂昌院：淡島千景 | お伝編                   |
| 20   | 8月16日        | 奥様は魔性の女           | 下飯坂菊馬                               | 村山新治   | 阿久里：佐藤友美／徳川綱吉：津川雅彦／ぬい：原泉／島田作左衛門：下元勉／安：豊田真子／音羽：青山眉子、新典侍：湖条千秋、黒田成時：長谷川裕二／疋田泰盛、川辺俊行、斉藤可奈江、演能：谷口宗義、掛川昭二／滝川：鈴木光枝／牧野成貞：田村高廣 | 阿久里編                 |
| 21   | 8月23日        | 赤ちゃん騒動記           | 本田英郎                                 | 大洲齊     | おとよ：ミヤコ蝶々／おるい：ジュディ・オング／初島：白木万理、おまつ：大塚良重／おくら：かわいのどか、おはる：山田スミ子／御典医：北村英三、御年寄：有田麻里／おきく：松村和美、御年寄：池田道枝、御年寄：五十嵐美恵子／表使：山口朱美、中年寄：和田かつら、お坊主：近江輝子／竹村仁美、中埜美智代、真城都子、大西可容子／榎本ちえ子、岡本さとみ、池ノ内美紀、峰蘭太郎／勝山純子、勇家寛子、太田かずよ、内田つゆみ、奥原真里子／阿部備前守：内藤武敏／信子：司葉子                                                           | おとよ編                 |
| 22   | 8月30日        | 不倫の円舞曲             | 迫間健 志村正浩                          | 太田昭和   | 右衛門佐：梶芽衣子／徳川綱吉：津川雅彦／柳沢吉保：あおい輝彦／大典侍：平淑恵／万里小路：小林哲子／小山：西尾美栄子、荻島：北城真記子／水無瀬氏信：柳川清、ケンペル：ロジャーRHデラキ、勘定奉行：中村錦司／桂昌院：淡島千景／名代杏子、山村貴佐絵、松村真弓、喜多岡照子／丘路千、五十嵐義弘、鈴川法子、松村直美／田中半蔵：岡本富士太／隆光：日下武史／信子：司葉子 | 右衛門佐編               |
| 23   | 9月6日         | 醜聞に消えた美女         | 迫間健 志村正浩                          | 太田昭和   | 右衛門佐：梶芽衣子／徳川綱吉：津川雅彦／柳沢吉保：あおい輝彦／大典侍：平淑恵／万里小路：小林哲子／小山：西尾美栄子、荻島：北城真記子／才蔵：遠藤征慈、道慶：西山辰夫、小磯：川崎あかね／信子：司葉子／勝野賢三、平沢彰、波多野博、矢部義章、山村貴佐絵、名代杏子／石井洋充、花柳陽要、的野真衣、勝部典江、澤田由美、西森未来／田中半蔵：岡本富士太／隆光：日下武史／桂昌院：淡島千景 | 右衛門佐編               |
| 24   | 9月13日        | わんわん行進曲           | 松本功 志村正浩                          | 関本郁夫   | おとき：片平なぎさ／弥生：かたせ梨乃／おくみ：麻丘めぐみ／おかよ：小野さやか、おはつ：高橋恵子／広岡：白石奈緒美、千代：風間舞子／井筒屋仁兵衛：原口剛、おしま：荒木雅子／音羽：桃山みつる、杉乃：坂本和子、里江：衣麻遼子／お次：小笠原町子、女中：前川恵美子、お琴：武藤裕子／伊吹：鳳八千代／竹尾：赤座美代子／金剛丸：ベールオブピアレス／五郎：影丸／徳川綱吉：津川雅彦(ライブ映像出演・ノンクレジット) |                          |
| 25   | 9月20日        | 過去のある女             | 中村努                                   | 村山新治   | 染子：大空眞弓／柳沢吉保：あおい輝彦／万里小路：小林哲子／花：加納みゆき(ミス映画村)／吉里：池田直人、家臣：白井滋郎／家臣：奔田陵、お坊主：石井洋充、小姓：廿枝靖／侍女：伊藤美香子、演能：谷口宗義、掛川昭二／水戸光圀：小沢栄太郎／徳川綱吉：津川雅彦 | 染子編                   |
| 26   | 9月27日        | ある貴婦人の殺意         | 中村努                                   | 原田雄一   | 信子：司葉子／徳川綱吉：津川雅彦／真琴：手塚理美／万里小路：小林哲子／荻島：北城真記子／部屋子：村野博子、部屋子：諏訪裕子、侍女：松村直美／沢田由美、堀あけみ、伊藤美香子、上野秀年／徳川家宣：露口茂／人形浄瑠璃：桐竹一暢、吉田蓑太郎／柳沢吉保：あおい輝彦／桂昌院：淡島千景 | 将軍綱吉・完結編         |
| 27   | 10月4日        | 塵に咲く花               | 下飯坂菊馬                               | 太田昭和   | お喜世：いしだあゆみ／熙子：加賀まりこ／文次郎：峰岸徹、お須免：松本留美／松川：川口敦子、瑤泉院：磯村みどり／妙：八木昌子、おりん：三原有美子、信乃：浦里はる美／岡部正純、大原真理子、川村真理子、川上夏代／徳川家宣：露口茂／黒木しのぶ、丸平峯子、野川愛、喜多晋平／大木晤郎、司裕介、峰蘭太郎、星野美恵子／玄哲：長門裕之／新井白石：山村聰／間部詮房：天知茂 | お喜世編                 |
| 28   | 10月11日       | 女帝への階段             | 下飯坂菊馬                               | 太田昭和   | お喜世：いしだあゆみ／熙子：加賀まりこ／柳沢吉保：あおい輝彦／文次郎：峰岸徹、お須免：松本留美／松川：川口敦子、妙：八木昌子／才蔵：遠藤征慈、助川：宮口二郎／徳川家宣：露口茂／お美和：大原真理子、おとせ：松浦日女子、永尾：藤村薫／那須伸太郎、吉田みどり、美柳陽子、花形美千子、五代真弓／三谷真理子、稲垣陽子、高橋かおり、大矢敬典、壬生新太郎／玄哲：長門裕之／新井白石：山村聰／間部詮房：天知茂 | お喜世編                 |
| 29   | 10月18日       | 渚の体験                 | 下飯坂菊馬                               | 倉田準二   | おいつ：石田えり／熙子：加賀まりこ／伍平：谷村昌彦／おとく：根岸明美、熊五郎：江幡高志／おちよ：立枝歩、おてい：山本咲子(ミス映画村)／猪吉：成瀬正、阿部豊後守：北町嘉朗／おたま：神田亜矢子、双葉：楠本光子、信津：道井恵美子／おきく：小泉麻衣子、おまち：田村誠子、おさき：内山明子／和田昌也、疋田泰盛、宮城幸生、小坂和之／新井白石：山村聰／徳川家宣：露口茂 | おいつ編                 |
| 30   | 10月25日       | ある夜の美女軍団         | 本田英郎                                 | 大洲齊     | お高：泉ピン子／おとみ：西川峰子／お久良：岩井友美／荻島：北城真記子／添番頭：国一太郎、伊賀者：木谷邦臣、添番：波多野博／赤組別式：江東美紀、赤組別式：奥原真理子、侍女：一条薫子／御錠口：富永佳代子、御金蔵番：壬生新太郎、伊賀者：西山清孝／緑組別式：沢田由美、緑組別式：高橋ゆかり、お火の番：勝山紀子／堀田明美、依田美加、山本純子、井木富恵／作事頭：藤巻潤／藤太：新克利／桂昌院：淡島千景 | 綱吉時代の回想エピソード |
| 31   | 11月1日        | 暴かれた禁男の園         | 野上龍雄                                 | 原田雄一   | 絵島：神崎愛／生島新五郎：田村亮／宮路：加茂さくら／秋元但馬守：綿引勝彦、奥山交竹院：田中明夫／笹岡喜内：南利明、お関：弓恵子／仙石丹波守：原田樹世土、土屋相模守：林彰太郎、栂屋善六：北町嘉朗／坪内能登守：中田博久、歌之介：池田光隆、およの：岡幸恵／後藤縫殿助：灰地順、徳川家継：小野隆、長太夫：中村錦司／平川広美、白井滋郎、大月正太郎、桂登志子、吉田みどり／松永弥一郎：河原崎長一郎／月光院：江波杏子／間部詮房：天知茂                                                                                         | 絵島生島事件編           |
| 32   | 11月8日        | 永遠の処女               | 下飯坂菊馬                               | 原田雄一   | 絵島：神崎愛／生島新五郎：田村亮／宮路：加茂さくら／秋元但馬守：綿引勝彦、奥山交竹院：田中明夫／関根六左衛門：菅貫太郎、笹岡喜内：南利明／お関：弓恵子、仙石丹波守：原田樹世土／坪内能登守：中田博久、およの：岡幸恵／土屋相模守：林彰太郎、徳川家継：小野隆、長太夫：中村錦司／松前伊豆守：川浪公次郎、神山：滝譲二、吉川：三浦徳子／医師：蓑和田良太、森源太郎、浪人：小峰隆司、三星登史子／松永弥一郎：河原崎長一郎／月光院：江波杏子／間部詮房：天知茂                                                                   | 絵島生島事件編           |
| 33   | 11月15日       | 吉宗と肝っ玉母さん       | 本田英郎                                 | 太田昭和   | ゆり：山田五十鈴／月光院：江波杏子／たえ：斉藤慶子／綾小路：南美江／徳川継友：堀内正美、徳川綱条：佐竹明夫／島本義十郎：内田勝正、助川：宮口二朗／土屋政直：林彰太郎、徳川家継：小野隆、有馬蔵人：伊庭剛／天英院：加賀まりこ／五十嵐義弘、井上篤子、諏訪裕子、星野美恵子／高木吉治、和歌林三津江、廿枝靖、菅谷裕之、石井洋充／間部詮房：天知茂／徳川吉宗：鹿賀丈史 | 吉宗編                   |
| 34   | 11月22日       | 陽気な未亡人             | 本田英郎                                 | 太田昭和   | ゆり：山田五十鈴／天英院：加賀まりこ／たえ：斉藤慶子／島本義十郎：内田勝正、土屋政直：林彰太郎／有馬蔵人：伊庭剛、島路：湖条千秋／月光院：江波杏子／徳永まゆみ、紅かおる、高根さつき、五十嵐義弘／原ひかる、真野斗志子、藤村香保理、能指導：掛川昭二／綾小路：南美江／徳川吉宗：鹿賀丈史／間部詮房：天知茂 | 吉宗編                   |
| 35   | 11月29日       | 運の悪い女たち           | 柴英三郎                                 | 大洲齊     | 滝川：原田美枝子／竹姫：水沢アキ／花園：園佳也子／中井伝蔵：花沢徳衛／吉三：下條アトム／おつや：香山まり子、安藤対馬守：久米明／中井蔦枝：千原しのぶ、谷尾：香月京子／松橋：三鈴栄子、女中：関根久恵、おこう：江美千夏／岩藤：月丘夢路／大原七之助：谷隼人／徳川吉宗：鹿賀丈史 | 滝川・竹姫編             |
| 36   | 12月6日        | 密会                     | 柴英三郎                                 | 大洲齊     | 滝川：原田美枝子／竹姫：水沢アキ／花園：園佳也子／中井伝蔵：花沢徳衛／吉三：下條アトム／おきん：朝比奈順子、おつや：香山まり子／安藤対馬守：久米明、中井蔦枝：千原しのぶ／谷尾：香月京子、松橋：三鈴栄子／おこう：江美千夏、女郎：田村誠子、面売り：遠山金次郎／岩藤：月丘夢路／堺屋茂左衛門：山形勲／大原七之助：谷隼人／徳川吉宗：鹿賀丈史 | 滝川・竹姫編             |
| 37   | 12月13日       | さらば！田園交響楽       | 福田善之                                 | 牧口雄二   | おもん：丘みつ子／文蔵：岡本信人／加藤久道：桜木健一／おあい：石井めぐみ、浜島庄兵衛：阿藤海／松川：谷口香、桐緒：松村康世／おこん：井上真由美、お末：かわいのどか／有島氏友：稲葉義男、松平乗邑：増田順司／岡島仲島：北村英三、ケイズル：ナイジェル・リード／おさん：金子成美、玉路：野川愛／徳川吉宗：鹿賀丈史 | おもん編                 |
| 38   | 12月20日       | 大奥のメリークリスマス   | 石森史郎                                 | 牧口雄二   | 小夜：市毛良枝／お幸：神保美喜／お由良：風祭ゆき／お島：栗田陽子、真鍋：きたむらあきこ／南天尼：武知杜代子、お熊：林亜里沙／お民：三原世司奈、お粂：田中綾、お君：名代杏子／八木清美、岡本さとみ、高橋かおり、依田美加／紫野：マッハ文朱／左近：水野久美 | 隠れキリシタン編         |
| 39   | 12月27日       | 盗まれた青春             | 花登筐                                   | 岡林可典   | 雅の局：星由里子／天一坊：竹本孝之／とし：伊藤麻衣子／歌門の局：東恵美子、紅：島村佳江／りん：本阿弥周子、小西修理：田中浩／秋島：冨田恵子、三宅伝兵衛：平沢彰、赤川大膳：岩尾正隆／大岡越前守：本郷功次郎(追悼出演)／吉谷勢右衛門：芦屋小雁(追悼出演)／住職：芦屋雁之助(追悼出演)／三浦策郎、はなとまめ、池田澄男、木島幸／荒井真理、大城泰、壬生新太郎、志茂山高也、植村由美／桂登志子、木下通博、斉藤可奈江、川口輝之、松村直美、美柳陽子／山内伊賀亮：江原真二郎／徳川吉宗：鹿賀丈史                                     | 天一坊事件編             |
| 40   | 1984年 1月10日 | 消えた女の伝説           | 下飯坂菊馬 土橋成男                      | 太田昭和   | おまき：桜田淳子／徳川家治：細川俊之／おさえ：斉藤とも子／姉小路：佐々木すみ江／田沼意次：御木本伸介／淡路：桜井浩子、左近：一柳みる／田代儀右衛門：原口剛、雲井：黒田福美／お巳代：松阪隆子、倫子：志乃原良子／万寿姫：関かおり、勝又左内：笹木俊志／栄佐：富永佳代子、中﨟：鈴川法子、中﨟：諏訪裕子／松島：乙羽信子 | おまき編                 |
| 41   | 1月17日        | 疑惑の小公女             | 下飯坂菊馬 土橋成男                      | 太田昭和   | おまき：桜田淳子／徳川家治：細川俊之／おさえ：斉藤とも子／姉小路：佐々木すみ江／田沼意次：御木本伸介／淡路：桜井浩子、左近：一柳みる／田代儀右衛門：原口剛、雲井：黒田福美／お巳代：松阪隆子、倫子：志乃原良子／万寿姫：関かおり、おらく：近江輝子／若林敬順：千葉保、浦川：春藤真澄／松島：乙羽信子 | おまき編                 |
| 42   | 1月24日        | 少女達の不良白書         | 本田英郎                                 | 太田昭和   | おきん：田中美佐子／おとめ：高見知佳／おりき：児島美ゆき、おはる：麻生えりか／初島：中原早苗、松尾：三島ゆり子／中島：青山眉子、御年寄：楠田薫／安岡真智子、島村美妃、徳田興人／小柳圭子、市原まい子、徳永まゆみ／富永佳代子、前川恵美子、上村明子、吉田みどり／澤田由美、森源太郎、平河正雄、疋田泰盛／又平：小松政夫／老松：宝生あやこ |                          |
| 43   | 1月31日        | 愛と哀しみの聖母         | 石森史郎                                 | 太田昭和   | 信乃：浅茅陽子／およう：山本みどり／笹尾：京唄子／於甲：沢井桃子、田沢秀保：小野進也／春千代：池田直人、お種：海原小浜／田沢秀丸：永井秀男、中村主膳：近藤準、お峰：村野友美／お仲：津奈美里ん、田沢藩士：国一太郎、オランダ医師：マイク・スチーブンス／工藤紀子、鈴川法子、大矢敬典、藤沢徹夫、有島淳平／太田かずよ、斉藤可奈江、的野邇代、藤長照夫、西山清孝／水野忠成：根上淳／徳川家斉：丹波哲郎 | 信乃編                   |
| 44   | 2月7日         | 天使たちのエロス         | 中村努(原案：池田満寿夫)                 | 池田満寿夫 | 筒巳：萬田久子／伝七：江藤潤／市山：宮下順子／鶴屋重三郎：粟津則雄(友情出演)、歌川国芳：小田島雄志(友情出演)／質屋の亭主：池田満寿夫、姉小路：近松麗江／広瀬圭次郎：成瀬正、小松屋惣兵衛：伊沢一郎／居酒屋の亭主：河合絃司、船頭：木谷邦臣／スミス：ナイジェル・リード、ヒュースケン：リチャード・ライト、ハリス：ハル・ゴールド／平岡丹波守：内藤武敏／おらん：佐藤陽子 |                          |
| 45   | 2月14日        | 花嫁は大奥一年生         | 本田英郎                                 | 太田昭和   | おすみ：小林麻美／おなか：中村メイコ／三ツ橋：白石加代子／おとら：山田邦子／白川：有田麻里、御年寄：中真千子／おとわ：雪絵ゆき、別式女：宗田まこと／石田美智子、一条薫子、長村智子／小川裕子、小泉広一、蓑和田良太、舞踊振付：藤間紋藏／島津斉彬：安井昌二／徳川家定：松山英太郎／阿部正弘：西郷輝彦 | おすみ編                 |
| 46   | 2月21日        | 女盗賊の冒険             | 布勢博一                                 | 太田昭和   | お甲：石野真子／敬子：小林麻美／徳川家定：松山英太郎／りく：曽我町子、琴路：柳川慶子／弥七：小林稔侍、九助：丹古母鬼馬二／六右衛門：小鹿番、三笠：山之内滋美／大川純典：野口貴史、瓦版売り：有光豊／およし：香野麻理、質屋のおかみ：鳴尾よね子、惣兵衛：北見唯一／富永佳代子、諏訪裕子、島田秀雄、西山清孝、壬生新太郎／堀田正睦：小泉博／銀造：石橋蓮司 | お甲編                   |
| 47   | 2月28日        | 年上の佳人               | 福田善之                                 | 村山新治   | 幾乃：樫山文枝／高杉晋作：大橋吾郎／杉岡：三条美紀、萩原やす：本山可久子／おみつ：加藤由美(ミス映画村)、長州藩士(ヒゲ面)：苅谷俊介／長州藩士(ノッポ)：山西道広、越後屋：西山辰夫、松藤：岩倉高子／呉服問屋：中村錦司、益富信孝、呉服問屋番頭：山本弘、相馬剛三／久仁亮子、松井きみ江、淡城みゆき、腰元：小倉加代／弘中くみ子、有島淳平、白井滋郎、川道信介／ブライアン・ハーダード、峰蘭太郎、奔田陵、三谷真理子／武井三二、妹尾友信、司裕介｜舞踊振付：藤間紋藏／天璋院：三林京子／小三：范文雀                             | 幾乃編                   |
| 48   | 3月6日         | 悲恋の皇女和宮           | 山田隆之                                 | 原田雄一   | 和宮：仙道敦子／天璋院：三林京子／徳川家茂：広岡瞬／庭田嗣子：川口敦子／浦山：香野百合子、浪江：三条泰子／孝明天皇：松橋登、酒井忠義：藤岡重慶／ひな：井上麻衣、花園：風美圭／井伊直弼：小池朝雄／有栖川宮熾仁：寺泉哲章／岩倉具視：島田順司、島田左近：曽根晴美／九条尚忠：石山雄大、加納繁三郎：上田大火、橋本実麗：中村竜三郎／少進：江美千夏、能登：村上麻代｜舞踊振付：藤間紋藏／観行院：三ツ矢歌子 | 和宮編                   |
| 49   | 3月13日        | 江戸城のおさな妻         | 山田隆之                                 | 原田雄一   | 和宮：仙道敦子／天璋院：三林京子／徳川家茂：広岡瞬／庭田嗣子：川口敦子／浦山：香野百合子、浪江：三条泰子／孝明天皇：松橋登、酒井忠義：藤岡重慶／岩倉具視：島田順司、島田左近：曽根晴美／花園：風美圭、橋本実麗：中村竜三郎／九条尚忠：石山雄大、加納繁三郎：上田大火、水野忠精：頭師孝雄／少進：江美千夏、板倉勝静：森幹太、安藤信睦：有馬昌彦／能登：村上麻代、待上﨟：星野恵美子、六部：木谷邦臣／志士：白井滋郎、奔田陵｜舞踊振付：藤間紋藏／有栖川宮熾仁：寺泉哲章／観行院：三ツ矢歌子                                   | 和宮編                   |
| 50   | 3月20日        | 動乱に挑む女             | 本田英郎                                 | 亀岡正人   | 滝山：栗原小巻／天璋院：三林京子／春日野：馬渕晴子／おふく：叶和貴子／おるい：伊藤美由紀、おりゅう：一色彩子／汐路：高林由紀子、楓：鶉野樹里／板倉勝静：森幹太、番頭：松田明、松平乗謨：伊東達広／霧島：鳳八千代／淡島：中島ゆたか／稲葉正己：青木義朗／丸平峯子、前川篤美、桐島奈津、鈴木康弘／富永佳代子、安東洋子、峰蘭太郎、福本清三、笹木俊志／有島淳平、疋田泰盛、矢部義章、波多野博、森源太郎／岡崎暁子、松本あや子、桂登志子、松村直美｜舞踊指導：藤間紋藏／徳川慶喜：山本學／中村半次郎：松方弘樹／袖萩：岸田今日子 | 完結編                   |
| 51   | 3月27日        | 華麗なる落日             | 本田英郎                                 | 太田昭和   | 滝山：栗原小巻／天璋院：三林京子／淡島：中島ゆたか／おるい：伊藤美由紀、楓：鶉野樹里／植村由美、菅原悠乃、亜達みゆき、武藤裕子／荒井真理、宮永淳子、伊藤美香子、三星登志子／依田美加、山田良樹、島田秀雄、宮城幸生／ジム・クラーク、大矢敬典、高谷舜二、壬生新太郎／大月正太郎、泉好太郎、遠山金次郎、吉田信夫／菅谷裕之、松本新一郎、高橋広志｜舞踊指導：藤間紋藏／美賀：葉山葉子、伊集院隼人：西沢利明／徳川慶喜：山本學／中村半次郎：松方弘樹／袖萩：岸田今日子                                                           | 完結編                   |